# الشبكات الصناعية الخاصة

## الشبكات الصناعية الخاصة
الشبكات الصناعية الخاصة (تدعى أحيانا التبادل التجاري الخاص أو PTXs وهو يعتبر الواجهة التجارية للشركة على العالم الخارجي عن طريق الإنترنت ويجب أن يفيد جميع اعضاءه وليس فقط الانتشار).و هي تشكل حوالي 75% من مجمل نفقات من قبل الشركات الكبيرة، وتفوق بكثير النفقات لجميع أنواع تجارة الإنترنت.
الشبكات الصناعية الخاصة هي شبكات رقمية وهي صممت لتنسيق الاتصالات بين الشركات العاملة في مجال الأعمال التجارية بين بعضهم. وفي بعض الأحيان هي شبكات قائمة على الإنترنت ولقد ساعدت تكنولوجيا الإنترنت في جعل الشبكات الصناعية تسهم في إجراءات الأعمال الداخلية للمنظمات عن طريق تزويدها بمنصة أو قاعدة Platform تمكن مختلف النظم من الشركات المختلفة في تبادل المعلومات. وقد ساعدت الشبكة العنكبوتية على تمكين الشبكات الصناعية الخاصة من التنسيق في مجال إجراءات أعمال التبادل بين المنظمات والذي يؤمن بنية تحتية ارتكازية للتعاون في مجال النشاطات التجارية. وينبغي أن تدعم المنصة أو القاعدة«أفضل من الجيل»، "best-of-breed" تكامل التطبيق وواجهة مستخدم متكامل وآليات أمنية مشتركة.
وبشكل عام فإن الشبكات الصناعية الخاصة تسمح بالآتي:
- المشاركة في تصميم الإنتاج، وتطويره، والتسويق، والجرد، وجدولة الإنتاج.
- الاستفادة من البريد الإلكتروني، وتأمين الرسومات والأشكال المطلوبة.

العديد من هذه الشبكات هي مملوكة ويتم ادارتها من قبل الشركات التي تستخدمها فعلاً، في عمليات تنسيق المشتريات، والطلبات، والنشاطات الأخرى مع المجهزين، والموزعين، واختيار نماذج لإدارة الأعمال.
على سبيل المثال وول مارت يدير واحدة من الشبكات الصناعية الكبرى في العالم لمورديها الذين يستخدمونه بشكل يومي لمراقبة مبيعات سلعهم وحالة الشحنات ومستوى المخزون الفعلي لسلعهم. التجارة الإلكترونية B2B : هي شركة تجارية تصف معاملات التجارة الإلكترونية بين الشركات وتعتمد بشكل كبيرعلى تقنية تدعى التبادل الإلكتروني للبيانات.
هناك نوعان من الشبكات الصناعية الخاصة:
- شبكات الشركة المفردة
- شبكات الصناعة الواسعة

## الشبكات الصناعية الخاصة للشركات المفردة
هي الشكل الأكثر شيوعاً من الشبكات الصناعية الخاصة.هذة الشبكات المفردة مملوكة من قبل شركة شرائية مفردة كبيرة مثل وول مارت أو شركة بروكتر أند غامبل(اProcter & gamble [الإنجليزية]). المشاركة تكون عن طريق الدعوة لموردين طويلي الاجل موثوقين في التعاملات المباشرة. شبكات الشركات المفردة عادةً ما تتطور من نظام تخطيط موارد المؤسسات للشركة (ERP).

## شبكات الشركات الخاصة الواسعة
في أغلب الاوقات تكون خارج العلاقات الصناعية. هذه الشبكات عادة ما تكون مملوكة من قبل مجموعة من الشركات الكبيرة في هذه الصناعة، ولها الاهداف التالية: توفير مجموعة من معايير الاتصالات التجارية عبر الإنترنت، لديهم برنامج تقني مشترك ومفتوح من أجل حل مشاكل الصناعة وفي بعض الحالات توفر شبكات التشغيل التي تسمح لأعضاء هذه الصناعة بكاملها أن يتعاونوا بشكل مباشر. إلى حد ما شبكات الصناعة الواسعة تستجيب وتتأثر للشبكات الصناعية المفردة. على سبيل المثال، وول مارت قد رفض فتح شبكتة الناجحة جدا للأعضاءالآخرين في قطاع تجارة التجزئة خوفاً من تقاسم أسرار التكنولوجيا مع تجار التجزئة الأخرى.
ردا على ذلك، سيرز وتجار التجزئة الأخرى في مختلف أنحاء العالم قد خلقت مجموعتها التنظيمية والشبكية المفتوحة الخاصة بها للجميع في هذه الصناعة. على سبيل المثال، اجينتريكس (Agentrics) هي شبكات صناعية خاصة واسعة مصممة لتجار التجزئة والموردين تهدف إلى تسهيل وتبسيط التداول التجاري بين التجار الموردين والشركاء والموزعين. واجينتريكس حالياً تشمل أعضاء أكثر من نصف كبار تجار التجزئة الخمسة وعشرون في العالم وأكثر من 200 موردين من أفريقيا وآسيا وأوروبا وأمريكا الشمالية وأمريكا الجنوبية، مع مبيعاتها مجتمعة ما يقرب من 1.2 تريليون دولار. واجينتريكس توفر أدوات التصميم التعاوني والتخطيط والإدارة المفاوضات والمزايدات، تنفيذ الطلب، تجميع الطلب، الإدارة في جميع أنحاء العالم، التموين العالمي، ونشرة عمومية بالإنكليزية والفرنسية والألمانية والإسبانية والتي تحتوي على بيانات التداول والعلاقات التجارية.

## التبادل الإلكتروني للبيانات
هو مفيد للعلاقات «واحد لواحد» (شخص لشخص) وتكون بين مشتري واحد ومورد واحد وهي بالأصل غير إلكترونية لكنها بدأت الانتقال إلى الإنترنت بشكل سريع. ولقد بدأت كثير من الشركات بتكملة أنظمة التبادل الألكتروني للبيانات لكن مع المزيد من تقنيات الويب الأكثر قوة التي تسمح للعلاقات «شخص لعدة اشخاص» و«عدة اشخاص لعدة اشخاص» حيث يوجد عدة موردين لشخص أو أكثر من المشتريين، أو في حالة التبادل المستقل قد يكون هناك العديد من البائعين والمشترين في وقت واحد في السوق.